# 타이항산맥

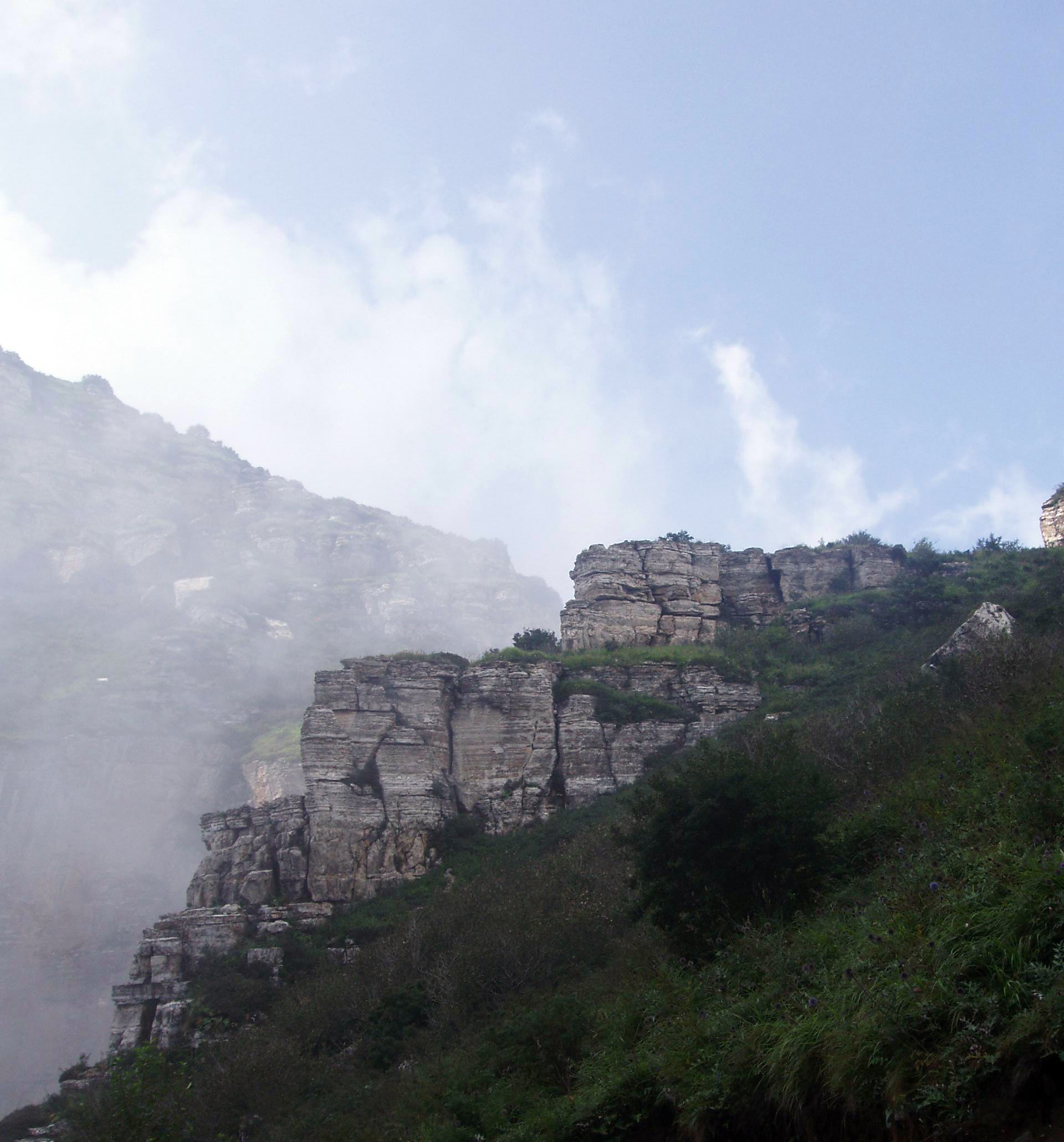
타이항산

타이항산맥(太行山, Taihang Mountains)은 중국 산시성과 허베이성의 경계를 이루는 산맥이다. 길이는 남북으로 400 km이며, 베이징, 허베이, 샨시, 허난 4개의 성에 걸쳐 있다.

## 개요
타이항산맥은 동쪽의 화북평야와 서쪽의 산서고원(황투고원의 최동단)의 사이에 위치하고 있다. 북동쪽에서 남서쪽으로 400 km에 걸쳐 뻗어 있고 평균 해발은 1,500m에서 2,000m 정도이다. 최고봉은 허베이성 장자커우시의 소오대산(小五台山)으로 해발 2,882m이다. 산맥의 동쪽에 있는 해발 1,000m 정도의 창암산(蒼巖山)은 자연적으로 형성된 기봉이나 역사가 오래된 누각 등이 많은 풍경구이다. 산시성(山西省), 산둥성(山東省)이라는 지명은 이 타이항산맥의 서쪽, 동쪽에 있는 것에서 유래되었다.
타이항산맥의 북단은 베이징으로 흐르는 〈거마하〉(拒馬河)에 의해서 베이징 북부를 둘러싼 〈군도산〉(軍都山)(군도산맥은 좀 더 동쪽인 요서로 뻗은 옌산산맥의 일부를 이룬다)과 멀어지며, 남단은 허난성의 심하평원에서 끝난다. 산맥의 동쪽은 화북평야로부터 우뚝 솟아 낙차가 크며, 단차 1,000m 이상의 절벽을 형성하고 있는 곳도 있다. 산맥의 서쪽은 산서성의 고원지대로 완만하게 연결되어 있다. 많은 강이 산맥으로부터 시작되며, 서쪽의 황하(黄河)나 동쪽의 화이허(海河)에 합류한다.
북부와 남부는 석회암, 중부의 지형은 편마암으로 구성되어, 많은 강에 의해 심하게 침식되어 험한 계곡이나 우뚝 솟은 봉우리들을 형성하고 있다. 이러한 계곡이 산맥을 동서로 가로질러 화북평야와 산서성을 연결하는 길이 되고 있어 옛날부터 《낭자관》(娘子關)이나 《자형관》(紫荊關) 등의 관문이나 요새가 설치되어 왔다. 또 이러한 강이 평야에 나오는 곡구에 해당하는 부분도 전략상, 교통상의 요지이다.

## 산업
산맥에는 석회암 외에도 석탄 자원이나 도자기를 구울 수 있는 흙이 풍부하여, 탄광, 도자기 제조, 시멘트 제조 등의 공업이 발달하였다.

## 재해
여름에는 산맥의 동쪽으로 수분을 많이 포함한 바람이 바다에서 직접 넘어가기 때문에 폭우를 동반하며 하류에서 홍수가 발생된다. 1963년의 허베이성의 대홍수는 전형적인 예이다. 또 산맥이 화북평야에서 융기하고 있는 것은 단층의 기능이기도 하기 때문에 내륙성 지진의 진원대가 되는 경우도 있다. 산록의 허베이성 싱타이시에서는 1966년에 20 세기 중국의 지진 사상에서도 최대급의 대지진이 발생하였다.

## 같이 보기
- 우공이산